# 厂口街道
厂口街道是原中国云南省昆明市五华区下辖的一个街道。2011年与沙朗街道合并成立西翥街道。

## 行政区划
厂口街道原辖5个村（居）委会，分别是新民村、陡普鲁村、厂口村、迤六村（飞地，于富民县境内）、瓦恭村（飞地，于富民县境内）。